# Зенна Гендерсон
Зенна Гендерсон (англ. Zenna Henderson) — американська вчителька початкових класів та письменниця у жанрах наукової фантастики та фентезі. 1951 року опублікувала своє дебютне оповідання на сторінках журналу «Фентезі & Сайнс фікшн». Її твори часто називають дофеміністичними головними персонажами виступають жінки середнього віку, діти і їхні стосунки відповідно до стереотипних гендерних ролей. Багато її оповідань обертаються навколо прибульців-гуманоїдів з надприродними силами. 1959 року номінувалася на премію Г'юґо за новелу «Поневолення» (англ. Captivity). Крім того, Зенна Гендерсон вплинула на творчість таких науково-фантастичних авторів як Лоїс Макмастер Буджолд, Орсон Скотт Кард, Конні Вілліс, Дейл Бейлі та Кеті Таєрс.

## Біографія
Народилася 1 листопада 1917 року в місті Тусон, Аризона, США. Дочка Луїса Рудольфа Чларсона та Емілі Вернел Равлі, найстарша з п'яти дітей. Почала читати наукову фантастику у дванадцятирічному віці, переважно з таких журналів як «Аналог: наукова фантастика та факти», «Емейзін сторіз» та «Чудернацькі оповідки». Серед своїх улюблених авторів згадувала Роберта Гайнлайна, Рея Бредбері, Гола Клемента та Айзека Азімова.
1940 року отримала ступінь бакалавра мистецтв з освіти в Університеті штату Аризона, після чого почала вчителювати, навчаючи першокласників в Тусоні. Вона також викладала у напівпокинутому шахтарському місті-привиді в Форт Уачука, у Франції, Коннектикуті, а також під час Другої світової війни в інтернованому японському таборі в Сакатоні (Аризона). 1943 року одружилася з Річардом Гаррі Гендерсоном, з яким розлучилася у 1951 році. 1955 року отримала ступінь магістра в Університеті штату Аризона та продовжила викладати в початковій школі.
Гендерсон одна з 203-х перших авторів-жінок, що друкувались в американських науково-фантастичних журналах у період між 1926—1960 рр. Ніколи не писала під чоловічим псевдонімом. 1950 року Сем Мервін у своїй статті про збільшення кількості авторів жіночої статті, що творять в науково-популярній царині, згадала Зенну Гендерсон як перспективну авторку. 1951 року на сторінках журналу «Фентезі & Сайнс фікшн» вийшло її дебютне оповідання. Її твори називають феміністичними, або більш точно дофіміністичними. Однак, деяким критикам-феміністам не подобаються гендерні стереотипи в її творах, хоча вона також зображає жінок старших і середнього віку, а також жіночі стосунки. В аналізі оповідання «Підкомітет» (англ. Subcommittee) Ферах Мендельсон розглядає, як Гендерсон використовує стереотипні гендерні ролі, щоб наголосити на тому, як жіноче вміння комунікувати призводить до настання миру. В оповіданні «Підкомітет», дружина генерала, Серена, стає подругою матері-інопланетянки. Під час розмов про такі «жіночі речі», як готування їжі та плетіння, Серена довідується, що прибульцям для розмноження потрібна сіль. Коли переговори загострюються, Серена втручається в нараду та пропонує розв'язання проблеми. Коли всі інші науково-фантастичні твори того періоду зосереджувались на описі війни між людьми та прибульцями, в «Підкомітеті» робиться акцент на вирішенні конфлікту.
Гендерсон охрестили у Церкві Ісуса Христа Святих останніх днів. Після одруження, вона більше не була парафіянкою мормонської церкви, хоча ніколи не відрікалася від спільноти. У стандартних довідках у «Сучасних авторах» (англ. Contemporary Authors), Гендерсон називала себе методисткою, а згідно з виданням «Наукова фантастична та фентезійна література. Том 2», вона була парафіянкою Каталінської об'єднаної методистської церкви в Тусоні. В останні роки, також пов'язала себе з харизматичним рухом. Її твори містять багато християнських тем та біблійних імен. У багатьох свої творах пише про Людей (The People), прибульців, що прилетіли на Землю, яка була їхньою обіцяною землею.
1983 року померла від раку в Тусоні, Аризона. Похована на Кладовищі святого Давида у Сент-Девіді.

## Твори
Більшість оповідань Гендерсон зосереджуються на тому, як відрізнятись та небезпеках, які чекають на цьому шляху. Головними персонажами виступають діти та молодь. Велику частину її творів займають розповіді про Людей (англ. The People), припубльців-гуманоїдів, які покинули свою рідну планету через природну катастрофу та пересилитися на Землю. Прибувши на Землю до 1900 року, вони переважно розселились на південному заході США та відділилися через бажання зберегти власну культуру, зокрема релігійні та духовні переконання. Вони, зокрема, володіли такими силами як телепатія, телекінез, передбачення та зцілення, хоча не часто застосовували їх, бажаючи інтегруватись на новому місці. Оповідання описують групи Людей, а також ізольованих їхніх представників, які намагаються знайти для себе громаду та залишитись дещо іншими у світі, що їх не розуміє. Починаючи з оповідання «Арарат» (англ. Ararat; 1952), її твори про прибульців з'являлися в журналах і антологіях, а також в новелізованих збірках «Паломництво: Книга про Людей» (1961) та «Люди: Не інша плоть» (1966). Серед інших видань: «Люди. Збірка» (1991) та «Зібрання. Повна збірка оповідань про Людей» (1995).
В оповіданнях Гендерсон часто описується, як дитину з надзвичайними силами викриває шкільний вчитель («Останній крок», «Коробка будь-що» тощо). Письменниця також у своїх творах згадує психічні хвороби, зокрема обсесивно-компульсивний розлад та агорафобію.

## Адаптації
1972 року вийшла екранізація її оповідання «Поттадж» під назвою «Люди» (англ. The People), в якому розповідається про групу прибульців-гуманоїдів, що живуть на Землі в ізольованій сільській громаді.
Її оповідання «Цить» (англ. Hush адаптовано в один з епізодів серіалу «Казки з темного боку». Епізод вперше вийшов в ефір в 1988 році.